# Istorija Zemlje
Istorija Zemlje opisuje razvoj planete Zemlje od njenog formiranja do današnjice. Skoro sve grane prirodnih nauka su doprinele razumevanju glavnih događaja iz Zemljine prošlosti, karakterisane konstantnim geološkim promenama i biološkom evolucijom. Geološka hronologija je hronologija koju koriste geolozi i drugi naučnici kako bi se opisalo vreme i odnosi između događaja koji su se dogodili u istoriji Zemlje. Geološki dokazi ukazuju kako je Zemlja stara oko 4.570 miliona godina. Geološko ili „duboko” vreme Zemljine prošlosti organizovano je u različite jedinice prema događajima koji se dogodili u svakom razdoblju. Različiti opsezi vremena obično su podeljeni po većim geološkim i paleontološkim događajima kao što su masovna izumiranja. Na primer, granica između perioda krede i paleogena definirana je u skladu s događajem masovnog izumiranja koji je označio kraj dinosaurusa i brojnih morskih vrsta.
Geološka vremenska skala (GTS), kao što je definisana međunarodnom konvencijom, prikazuje velike vremenske raspone od nastanka Zemlje do sadašnjice, i njena podela sadrži hronologiju definitivnih događaja u Zemljinoj istoriji. (Na grafiku:  označava „pre milijardu godina”; „pre milion godina”.) Zemlja je formirana pre oko 4,54 milijardi godina, što je približno jedna trećina starosti univerzuma, putem akrecije iz solarne magline. Vulkansko ispuštanje gasova verovatno je kreiralo primordijalnu atmosferu i zatim okean, mada rana atmosfera skoro da nije sadržala kiseonik. Većina Zemlje je bila rastopljena usled čestih sudara sa drugim telima što je dovodilo do ekstremnog vulkanizma. Dok je Zemlja bila u svojim najranijim stupnjevima (Rana Zemlja), jedan gigantski sudar sa telom veličine planete zvanim Teja je doveo do formiranja Meseca. Tokom vremena, Zemlja se ohladila, što je dovelo do formiranja čvrste kore, i omogućeno je tečnoj vodi da se nakupi na površini.
Hadejski eon predstavlja vremenski period pre pojave pouzdanog (fosilnog) zapisa života; on je započeo sa formiranjem planete i završio se pre 4,0 milijardi godina. Naredni arhejski i proterozoični eoni su proizveli nastanak života na Zemlji i njegovu najraniju evoluciju. Sledeći eon je fanerozoik koji se deli u tri ere: paleozoik, eru artropoda, riba i prvog života na kopnu; mezozoik, koji su obuhvata uspon, vladavinu i klimaksno izumiranje neptičjih dinosaurusa; i kenozoik, tokom koga je došlo do uspona sisara. Prepoznatljivi ljudi pojavili su se pre ne više od 2 miliona godina, što je zanemarljivo kratko razdoblje na geološkoj skali.
Najranija neosporna evidencija života na Zemlji potiče od pre najmanje 3,5 milijardi godina, tokom eoarhaične ere, kad je geološka kora počela da se očvršćava nakon ranijeg istopljenog stanja tokom hadejskog eona. Postoje fosili mikrobne prostirke kao što su stromatoliti prisutni u 3,48 milijardi godina starom peščaru, otkriveni u Zapadnoj Australiji. Druga rana fizička evidencija biogene supstance je grafit u 3,7 milijardi godina starim metasedimentarnim stenama otkrivenim u jugozapadnom Grenlandu kao i „remains of biotičkog života” nađeni u 4,1 milijardi godina starim stenama u Zapadnoj Australiji. Prema jednom od istraživača, „ako je život nastao relativno brzo na Zemlji … onda bi on mogao biti uobičajen u svemiru.”
Fotosintetički organizmi su se pojavili pre između 3,2 i 2,4 milijarde godina i počeli su da obogaćuju atmosferu kiseonikom. Životne forme su ostale uglavnom male i mikroskopske do pre oko 580 miliona godina, kad je nastao kompleksan višećelijski život, koji se postepeno razvio, i kulminirao u tokom Kambrijumske eksplozije pre oko 541 miliona godina. Ova iznenadna diverzifikacija životnih formi proizvela je većinu danas poznatih glavnih redova, i odvojila je proterozoični eon od kambrijskog perioda paleozoične ere. Procenjuje se da je 99 procenata svih vrsta koje su ikad živele na Zemlji, preko pet milijardi, izumrlo. Procene broja vrsta koje sada postoje na Zemlji se kreću u opsegu od 10 do 14 miliona, od kojih je oko 1,2 miliona dokumentovano, dok preko 86 procenata do sada nije opisano. Prema nekim izvorima, na Zemlji trenutno živi više od jednog biliona vrsta, od čega je samo jedan hiljaditi deo procenta opisan.

## Terminologija
Najveća definirana vremenska jedinica je eon. Eoni su podeljeni u ere, koje se pak dele u razdoblja, epohe i doba. U isto vreme paleontolozi definišu sistem faunalnih stadijuma koje imaju različito trajanje i temelje se na promenama u sastavu fosila. U brojnim su slučajevima takvi faunalni stadijumi prihvaćeni kao deo geološke nomenklature, iako postoji više priznatih faunalnih stadijuma nego geoloških vremenskih jedinica.
Geolozi često govorite o gornjim/kasnim, donjim/ranim i srednjim delovima nekih razdoblja ili jedinica, npr. „gornja jura” i „srednji kambrijum”. Pošto se geološke jedinice odvijaju u isto vreme, ali u različitim delovima mogu izgledati drukčije te sadržavati drukčije fosile, postoje mnogi primeri kada je jedno te isto razdoblje dobilo različita imena na različitim lokacijama. Na primer, u Severnoj Americi se za rani kambrijum koristi naziv vaukobanska serija koja je razdvojena u zone zasnovane na trilobitima. Isti je vremenski raspon podeljen na tomotijansku, atdabanijansku i botomijansku fazu u Istočnoj Aziji i Sibiru. Ključno polje rada Međunarodne komisije za stratigrafiju je upravo standardizacija te često protivrečne terminologije, te stvaranje univerzalnih naziva koji se mogu koristiti širom sveta.

## Istorija hronologije
Načela na kojima se temelje geološke hronologije su bila ustanovljena po zamisli Nikolasa Stena u kasnom 17. veku. Steno je tvrdio da su naslage stena (strata) nataložene jedna na drugu i da svaka predstavlja „komad” vremena. On je takođe formulisao zakon superpozicije, koji tvrdi da je svaki sloj (stratum) verojatno stariji od onoga iznad njega i mlađi od onog ispod njega. Stenova načela bila su jednostavna; njihova primena na stvarne stene bila je složena. Kroz 18. vek geolozi su shvatili da: 1) nizovi strata su često bili erodirani, pomešani, izobličeni i ponekad čak i izmenjenih mesta nakon taloženja; 2) slojevi nataloženi u isto vreme u različitim područjima mogu imati sasvim različiti izgled; 3) slojevi na bilo kojem području predstavljaju samo deo duge Zemljine istorije.
Prvi ozbiljni pokušaji formulacije geološke hronologije koja bi se mogla primeniti na sva područja Zemlje zbili su se krajem 18. veka. Najuticajniji od tih ranih pokušaja (pospešen između ostalih doprinosom Abrahama Vernera) podelio je stene Zemljine kore u četiri tipa: primarne, sekundarne, tercijarne i kvartarne. Svaki tip stena, prema teoriji, formirao se tokom specifičnog perioda u Zemljinoj geološkoj istoriji. Tako je bilo moguće govoriti o „tercijarnom razdoblju” kao i o „tercijarnim stijenama”. Izrazi „tercijar” i „kvartar” održali su se kao imena geoloških razdoblja do 20. veka.
Identifikacija slojeva prema fosilima koje su sadržavali, započeta od Vilijama Smita, Žorža Kivjea i Aleksandra Brognijarta u ranom 19. veku omogućila je geolozima da podele Zemljinu istoriju još finije i preciznije. Omogućila im je takođe da upoređuju slojeve preko nacionalnih (ili čak kontinentalnih) granica. Ukoliko su dva sloja (ma koliko udaljena u prostoru i različita po sastavu) sadržavala iste fosile, postojala je velika verovatnoća da su bila nataložena u isto vreme. Detaljno proučavanje slojeva i fosila u Evropi je između 1820. i 1850. godine proizvelo niz geoloških razdoblja, koja se i danas koriste.
Britanski su geolozi dominirali tim procesom pa se to očituje i u razdobljima. Razdoblja zvana kao „kambrijum”, „ordovicijum” i „silur” nazvana su po drevnim britanskim plemenima (i definisani na temelju stratigrafskih nizova iz Velsa). „Devon” je nazvan po britanskoj grofoviji Devon, dok je „karbon” jednostavna adaptacija „ugljenih mera” starog britanskog geološkog pojma za istovjetni niz slojeva. „Perm”, iako definisan na temelju slojeva iz Rusije, označio je i imenovao britanski geolog Roderik Murčison. Britanski su geolozi takođe odgovorni za grupisanje razdoblja u ere i podelu tercijarnog i kvartarnog perioda u epohe.
Kada su Vilijam Smit i Čarls Lajel prvi otkrili da naslage stena predstavljaju različita vremenska razdoblja, nije postojao način da se otkrije vreme koje predstavljaju. Kreacionisti su predlagali vremena od samo nekoliko hiljada godina, dok su drugi predlagali veća (i čak beskonačna) doba. Starost Zemlje i naslage stena su stotinu godina bile predmet oštrih rasprava sve dok u drugoj polovini 20. veka napredak na polju radioaktivnog datiranja nije dao relativno čvrste okvire za geološka vremena. U prethodnih vek i po, geolozi i paleontolozi stvarali su hronologiju jedino na temelju različitih slojeva i fosila.
Godine 1977. Globalna komisija za stratigrafiju (danas Međunarodna komisija) započela je napore za definiciju globalnih tački (Globalnih stratotipskih granica i tački - eng.: Global Boundary Stratotype Section and Point - GSSP) za geološka razdoblja i faunalne stadije. Njeno je najnovije izdanje opisana u geološkoj hronologiji Gradstajna et al.  978-0-521-78673-7..

## Literatura
- Dalrymple, G.B. (1991). The Age of the Earth. California: Stanford University Press. ISBN 978-0-8047-1569-0.
- Dalrymple, G. Brent (2001). „The age of the Earth in the twentieth century: a problem (mostly) solved”. Geological Society, London, Special Publications. 190 (1): 205—221. Bibcode:2001GSLSP.190..205D. doi:10.1144/GSL.SP.2001.190.01.14. Приступљено 13. 4. 2012.
- Dawkins, Richard (2004). The Ancestor's Tale: A Pilgrimage to the Dawn of Life. Boston: Houghton Mifflin Company. ISBN 978-0-618-00583-3.
- Gradstein, F.M.; Ogg, James George; Smith, Alan Gilbert, ур. (2004). A Geological Time Scale 2004. Reprinted with corrections 2006. Cambridge University Press. ISBN 978-0-521-78673-7.
- Gradstein, Felix M.; Ogg, James G.; van Kranendonk, Martin (2008). On the Geological Time Scale 2008 (PDF) (Извештај). International Commission on Stratigraphy. Fig. 2. Архивирано из оригинала (PDF) 28. 10. 2012. г. Приступљено 20. 4. 2012.
- Levin, H.L. (2009). The Earth through time (9th изд.). Saunders College Publishing. ISBN 978-0-470-38774-0.
- Lunine, J.I. (1999). Earth: evolution of a habitable world. United Kingdom: Cambridge University Press. ISBN 978-0-521-64423-5.
- McNeill, Willam H. (1999). A World History (4th изд.). New York: Oxford University Press. ISBN 978-0-19-511615-1. Непознати параметар |orig-date= игнорисан (помоћ)
- Melosh, H.J.; Vickery, A.M. & Tonks, W.B. (1993). Impacts and the early environment and evolution of the terrestrial planets, in Levy, H.J. & Lunine, J.I. (eds.): Protostars and Planets III, University of Arizona Press, Tucson, pp. 1339–1370.
- Stanley, Steven M. (2005). Earth system history (2nd изд.). New York: Freeman. ISBN 978-0-7167-3907-4.
- Stern, T.W.; Bleeker, W. (1998). „Age of the world's oldest rocks refined using Canada's SHRIMP: The Acasta Gneiss Complex, Northwest Territories, Canada”. Geoscience Canada. 25: 27—31.
- Wetherill, G.W. (1991). „Occurrence of Earth-Like Bodies in Planetary Systems”. Science. 253 (5019): 535—538. Bibcode:1991Sci...253535W Проверите вредност параметра |bibcode= length (помоћ). PMID 17745185. doi:10.1126/science.253.5019.535.

## Spoljašnje veze
- Davies, Paul (2005 December 20). „Quantum leap of life”. The Guardian. Проверите вредност парамет(а)ра за датум: |date= (помоћ) – discusses speculation on the role of quantum systems in the origin of life}-
- The Earth's Origins on In Our Time at the BBC.